# Hidróxido de níquel(II)
Hidróxido de níquel (II) es un compuesto insoluble usado comúnmente en la recarga de baterías. No es inflamable y en condiciones estándar de presión y temperatura, es estable. Su forma mineral es sumamente rara y solo encontrada en diversas partes del mundo